# Legislative Council (Isle of Man)

Wappen der Isle of Man

Der Legislative Council (deutsch Gesetzgebender Rat, Manx Yn Choonceil Slattyssagh) der Insel Man ist das Oberhaus des Inselparlaments, des Tynwald. Das Unterhaus ist das House of Keys.
Der Council besteht aus elf Mitgliedern, acht indirekt gewählten und drei von Amts wegen, die die Bezeichnung Member of the Legislative Council (MLC) tragen. Das House of Keys wählt die MLCs, die mindestens einundzwanzig Jahre alt und seit drei Jahren auf der Insel wohnhaft sein müssen, für eine Amtszeit von fünf Jahren. Es werden jeweils vier Mitglieder auf einmal gewählt, sodass der Council sukzessive erneuert wird.
Ehemals war der Vizegouverneur Vorsitzender des Legislative Council und des Tynwald Court, einer gemeinsamen Sitzung beider Kammern. Heutzutage ist jedoch der Präsident des Tynwald, der vom gesamten Tynwald auf fünf Jahre gewählt wird, von Amts wegen gleichzeitig Vorsitzender des Legislative Council. Er sitzt sowohl dem Council als auch dem Tynwald Court vor, es sei denn einmal im Jahr am Tynwald Day, an dem noch immer der Vizegouverneur den Vorsitz übernimmt. Zudem haben der Bischof der Diözese Sodor und Man der Church of England und der vom britischen Monarchen ernannte Generalstaatsanwalt Sitze im Rat. Der Präsident hat lediglich eine einen Patt entscheidende Stimme, der Bischof kann wie alle anderen Mitglieder abstimmen, der Generalstaatsanwalt überhaupt nicht.
Die ursprüngliche Aufgabe des Legislative Councils war die Beratung des Vizegouverneurs und damit exekutiver Natur. Er bestand vollständig aus ernannten Mitgliedern und war wie folgt zusammengesetzt:
- Vizegouverneur der Insel Man
- Erster Deemster
- Zweiter Deemster
- Sachwalter der Rollen (Clerk of the Rolls)
- Generalstaatsanwalt der Insel Man
- Abrechnungsempfänger (Receiver General)
- Lordbischof von Sodor und Man
- Erzdiakon von Sodor und Man
- Generalvikar

Die ersten sieben wurden von der Krone, die beiden letzten vom Bischof ernannt. In einem allmählichen Reformprozess wurde die Zahl gerichtlicher und geistlicher Mitglieder reduziert und ihre Sitze durch indirekt gewählte Mitglieder neu besetzt. Das House of Keys entfernte bald den Erzdiakon, den Generalvikar und den Abrechnungsempfänger. Anschließend wurde der Vizegouverneur von der rechtsprechenden Bank entfernt und die Stelle des Sachwalters der Rollen übernahm ex officio der Erste Deemster. Im Jahre 1965 wurde der Zweite Deemster aus der Mitte des Councils entfernt, 1975 der Erste Deemster und schließlich 1980 der Vizegouverneur selbst. Heute sind nur noch der Präsident, der Bischof und der Generalstaatsanwalt ex officio Mitglieder.
Der Council bringt normalerweise keine Gesetze auf den Weg (das letzte Gesetz, das seinen Ursprung im Council hatte, stammt von 1986; Stand 2016). Stattdessen prüft es die Gesetze, die das House of Keys macht. Der Council hat innerhalb des Tynwald als von den Keys gewähltes Organ wenig Einfluss.